# Luigi Montefiori
Luigi Montefiori (* 16. August 1942 in Genua) ist ein italienischer Schauspieler und Drehbuchautor, der meist unter dem Pseudonym George Eastman auftrat.

## Leben
Der 2,06 m große Schauspieler ging mit Anfang zwanzig nach Rom und erzielte erste Erfolge nach Besuch des Centro Sperimentale di Cinematografia sowie der Schauspielschule von Alessandro Fersen Ende der 1960er Jahre in Hauptrollen verschiedener Genre-Filme, besonders in Italo-Western, bevor er auf Grund von Differenzen mit der italienischen Filmindustrie einige Zeit nicht mehr beschäftigt wurde.
Später wurde er in meist geringer budgetierten Filmen und in wichtigen Nebenrollen eingesetzt, bevor er Mitte der 1970er Jahre eine langjährige Zusammenarbeit mit Regisseur und Produzent Aristide Massaccesi begann, für den er auch einige Drehbücher schrieb und einmal Regie führte. Sein größter Erfolg als Drehbuchautor war jedoch der Spätwestern Keoma. Darstellerisch wandte er sich mehr und mehr Sexfilmen sowie Horror- und Actionfilmen zu, u. a. mit seiner bekanntesten Rolle in Massaccesis kontroversem Man-Eater – Der Menschenfresser.
Seit Mitte der 1980er Jahre widmet sich Montefiori meist dem Schreiben, tritt aber hin und wieder noch in Filmen auf, zuletzt in La rivincita di Natale (2004). Als Drehbuchautor setzte er zahlreiche abenteuerliche Stoffe in manchmal mehrteilige Fernsehfilme um.

## Filmografie
Darsteller
- 1966: Die Cobra (Il cobra)
- 1966: Django – Nur der Colt war sein Freund (Django spara per primo)
- 1966: Die Doppelgänger (Colpo maestro al servizio di Sua Maestà Britannica)
- 1966: Jonny Madoc (Due once di piombo)
- 1967: Django tötet leise (Bill il taciturno)
- 1967: Poker mit Pistolen (Un poker di pistole)
- 1967: Rocco - Ich leg' dich um (L'ultimo killer)
- 1968: Django und die Bande der Gehenkten (Preparati la bara!)
- 1968: Keine Rosen für OSS 117 (Pas de roses pour OSS 117)
- 1968: Fünf Hundesöhne (Cinque figli di cane)
- 1968: Hasse deinen Nächsten (Odia il prossimo tuo)
- 1968: Mein Körper für ein Pokerspiel (The Belle Starr story)
- 1969: Fellinis Satyricon (Fellini – Satyricon)
- 1969: Hügel der blutigen Stiefel (La collina degli stivali)
- 1970: Django – Die Nacht der langen Messer (Ciakmull)
- 1971: Django – Der Tag der Abrechnung (Quel maledetto giorno della resa dei conti)
- 1971: Kopfgeld für Chako (Bastardo, vamos a matar)
- 1972: Ben und Charlie (Amico, stammi lontano almeno un palmo) (auch Drehbuch)
- 1972: Ruf der Wildnis (The Call of the Wild)
- 1972: Scalawag
- 1973: Alle für einen – Prügel für alle (Tutti per uno… botte per tutti)
- 1973: Foltergarten der Sinnlichkeit 2 (Baba Yaga)
- 1974: Prügel, daß die Fetzen fliegen (A forza di sberle)
- 1974: Wild Dogs (Cani arrabbiati)
- 1975: Foltergarten der Sinnlichkeit (Emanuelle e Françoise (Le sorelline))
- 1975: Der Tiger vom Kwai (La tigre venuta dal fiume Kwai)
- 1976: Blut eines Bullen (Sangue di sbirro)
- 1976: Bordella
- 1977: Emanuela – Alle Lüste dieser Welt (Emanuelle – Perché violenza alle donne?)
- 1980: Orgasmo Nero III – Schwarze Haut auf weißem Sand (Sesso nero)
- 1980: Man-Eater – Der Menschenfresser (Antropophagus) (auch Drehbuch)
- 1980: In der Gewalt der Zombies (Le notti erotiche dei morti viventi) (auch Drehbuch)
- 1981: Insel der Zombies (Porno holocaust) (auch Drehbuch)
- 1981: Absurd (Rosso sangue) (auch Drehbuch)
- 1982: Metropolis 2000 (I nuovi barbari)
- 1982: The Riffs – Die Gewalt sind wir (1990: I guerrieri del Bronx)
- 1983: Endgame – Das letzte Spiel mit dem Tod (Endgame – Bronx lotta finale) (& Drehbuch)
- 1983: Er – Stärker als Feuer und Eisen (La guerra del ferro – Ironmaster)
- 1983: Fireflash – Der Tag nach dem Ende (2019 dopo la caduta di New York)
- 1984: Blastfighter – Der Executor (Blastfighter)
- 1985: Paco – Kampfmaschine des Todes (Vendetta dal futuro)
- 1986: Die Klugscheißer (Asilo di polizia)
- 1986: Weihnachtsgeschenk (Regalo di Natale)
- 1987: Die Barbaren (The Barbarians)
- 1989: Diese vitale Wut (In una notte di chiaro di luna)

Regisseur
- 1983: 2020 – Texas Gladiators (Anno 2020 – I gladiatori del futuro) (ungenannt, und Drehbuch)
- 1990: Lizard (Metamorphosis)

nur Drehbuch
- 1975: Die Rotröcke (Giubbe rosse)
- 1976: Keoma – Das Lied des Todes (Keoma)
- 1979: Horrorsex im Nachtexpreß (La ragazza del vagone letto)
- 1987: Aquarius – Theater des Todes (Deliria)
- 1991: Lion of the Desert (Il principe del deserto)
- 1994: Palast der tausend Träume (The Maharaja's Daughter) (Fernseh-Miniserie)
- 1996: Die Rückkehr des Sandokan (Il ritorno di Sandokan)
- 1997: Prinzessin Amina (Il deserto di fuoco)
- 1998: Das Geheimnis der Wüste (Il cielo sotto il deserto)